# Radio London
Pour la radio de résistance française pendant la Seconde Guerre mondiale, voir Radio Londres.
Wonderful Radio London, plus connue sous le nom de Radio London, et également surnommée Big L., était une radio pirate offshore en service du 5 décembre 1964 au 14 août 1967 et émettant à destination du Royaume-Uni depuis un navire ancré dans l'estuaire de la Tamise. Grâce à ses programmes populaires de musique rock, elle joua un rôle important dans le renouvellement du paysage radiophonique et musical de l'époque, et incita les autorités à s'ouvrir davantage aux attentes de la jeunesse, par exemple en lançant la nouvelle station BBC Radio 1, laquelle embaucha d'ailleurs à ses débuts plusieurs anciens animateurs de Radio London comme Tony Blackburn et John Peel.
La station mit fin à ses émissions, comme toutes les autres radios pirates britanniques à l'exception de Radio Caroline, la veille de la date de mise en application du Marine, &c., Broadcasting (Offences) Act 1967 (en).

## Historique
Le créateur de Radio London est l'homme d'affaires et homme politique américain Don Pierson (en), soutenu par un lobby financier mené par Philip Birch.
Les premiers tests d'émission de programmes débutent le 5 décembre 1964, avant de devenir réguliers le 22.
Radio London est avant tout une radio musicale. Ses programmes, diffusés en anglais, se composent essentiellement de rock et de hits du Top 40 britannique, avec une équipe d'animateurs jeunes et dynamiques, le tout mené avec un grand professionnalisme. Sa principale concurrente sur ce terrain est Radio Caroline, qu'elle dépasse toutefois rapidement en termes de popularité auprès de la jeunesse du pays.
Ses programmes se démarquent par une grande audace et jouent un important rôle dans la diffusion des nouvelles formes de musique rock. Par exemple, l'animateur Kenny Everett fut le premier à passer régulièrement à l'antenne des disques de Queen, alors que le groupe était encore inconnu.
La radio eut un retentissement important dans les médias britanniques lorsque, le 19 avril 1965, l'équipage à bord de la station sauva un pilote de la Royal Air Force dont l'avion s'était écrasé à proximité.
La fermeture de la station est probablement due à un contexte rendu incertain par l'entrée en vigueur du Marine Broadcasting Offences Act. Cette loi durcit considérablement la législation sur les radios pirates, criminalisant quiconque aiderait à leur diffusion, augmentant par là-même la difficulté à trouver des annonceurs indispensables à la survie de la station.
Radio London cessa ses émissions le 14 août 1967 à 15h, le Marine Broadcasting Offences Act entrant en vigueur à minuit. Ceci laissa le terrain libre à Radio Caroline, qui fut la seule à braver l'interdit. La fermeture de Radio London entraîna de nombreuses réactions de sympathie de la part de vedettes du rock, dont certaines lui devaient beaucoup, notamment les Beatles et les Animals. En forme d'hommage également, The Who inclut de nombreux jingles de Radio London dans son album The Who Sell Out sorti à la fin de l'année.

## Bateau et matériel d'émission
Le bateau émetteur de Radio London était le Galaxy, un navire conçu en 1945 en Floride et tout d'abord baptisé « Manoula ». Il fut modifié à Porto Rico, à Miami puis enfin à Lisbonne pour recevoir l'équipement de télétransmission. Son point d'ancrage, tout proche de celui du Mi Amigo, un bateau de Radio Caroline, se trouvait à trois miles et demi de Frinton-on-Sea, dans l'Essex (soit à la limite des eaux territoriales d'Angleterre). Sa puissance d'émission, initialement de 17kW, fut portée à 75kW un an et demi plus tard devant le grand succès remporté par la station. Les locaux de la station étaient situés dans le quartier londonien de West End.
La rivalité entre les deux stations devint encore plus visible lorsque Radio Caroline modifia sa fréquence d'émission pour 259 m, très proche de celle de Radio London (266 m).
Après la fermeture de la station, le Galaxy fut emmené à Hambourg, pour participer à un projet de mise en place de la première radio pirate offshore allemande, projet qui ne fut pas finalement mené à terme en raison de la ratification par le pays du Marine Broadcasting Offences Act. Contrairement à ce qu'écrit Daniel Lesueur dans son livre Pirate des Ondes, le Galaxy n'a jamais été utilisé par Radio North Sea International. Les promoteurs de Radio North Sea, Edwin Bollier et Erwin Meister ont acheté le Bjarkoy, qu'ils rebaptiseront Mebo, puis le Silvretta, qui deviendra le Mebo II.

## Postérité
- Le film Good Morning England rend hommage aux radios pirates des années 1960 comme Radio London.